# Nagyboldogasszony Római Katolikus Gimnázium
A Nagyboldogasszony Római Katolikus Gimnázium, Általános Iskola és Alapfokú Művészeti Iskola (Nagyboldogasszony Iskolaközpont) Kaposvár egyik fő oktatási intézménye.
Az iskolaközpont Kaposvár belvárosában található, a Nagyboldogasszony-székesegyház szomszédságában. A gimnázium az egykori zárda épületében, az általános iskola az egykori polgári fiúiskola épületében, a zeneiskola pedig a Rippl-Rónai utcában működik.

## Az egykori zárda épülete
A zárda építése 1872 nyarán kezdődött Deckert Krisztián építész tervei alapján, és egy éven belül be is fejeződött. A romantikus stílusú épület érdekessége, hogy nem az utcai, egyébként impozáns és részletgazdag városi homlokzata a főnézete, hanem a Kossuth tér felé forduló, szinte templomszerű véghomlokzat. Az utcai homlokzatot a magas vakolt lábazat, a kváderezett alsó szint és a tagolt, pompás emeleti szint jellemzi.
A kaposvári Belváros legjellegzetesebb épületei közé tartozó zárdát 1873. szeptember 29-én szentelte fel Pribék István püspök, mert Ranolder János püspök a kora miatt nem jöhetett el személyesen. A zárda római katolikus elemi leányiskolaként is működött. Először négy, majd további két osztály nyílt meg, és egy női kézimunkaosztályt, valamint huszonnégy bentlakó számára internátust is berendeztek. A zárdában valláskülönbség nélkül ingyenes volt az oktatás, karácsonykor ruhasegélyt is osztottak a tanulóknak, ezért kezdetben főként a szegényebb szülők íratták be ide a gyermekeiket. Bár az első tanítónőknek – az apácáknak – még nem volt tanítói oklevelük, a magas színvonalú oktatás és az alapos erkölcsi nevelés hamarosan a tehetősebb családok számára is vonzóvá tette a zárdát.
A második világháború után a zárdát államosították, a nővéreket elűzték. 1949-ben középiskolai kollégium, 1963-ban a Gyermek- és Ifjúságvédelmi Intézet (GYIVI) kezdte meg működését falai között. Az ingatlant egy időben a honvédség és a közgazdasági technikum is használta, a hetvenes években a megyei Pedagógus-továbbképzési Kabinet (Somogy Megyei Pedagógiai Intézet) is ide költözött.
A rendszerváltozással a zárda visszakerült egyházi tulajdonba, majd 1991 őszén megkezdte működését a Nagyboldogasszony Római Katolikus Gimnázium.
1993. május 30-án II. János Pál pápa a Hungarorum Gens kezdetű apostoli konstitúciójával megalapította a Kaposvári Egyházmegyét. Az egyházmegye alapítása után a zárda épületét kettéosztották, majd az északi szárnyában 1995 nyarán Seregély István egri érsek felavatta az egyházmegyei hivatalnak is helyet adó püspöki székházat.
Az épületegyüttest azóta többször is bővítették.

## Az iskola története
Az 1980-as évek második felében a politikai hatalom egyre engedékenyebbé vált világnézeti, ideológiai kérdésekben, ami azt jelentette, hogy a katolikus egyházközség és a hívők mindinkább kinyilváníthatták igényüket a vallásoktatás kiterjesztésére. Amikor aztán lehetőség nyílt egykori egyházi ingatlanok visszaszerzésére, a megyei és a városi tanács, illetve az egyházközség illetékes képviselői körében egyöntetű volt a vélemény: katolikus egyházi iskolát kellene létrehozni a megyeszékhelyen. Így alapították meg 1991-ben az intézményt, először csak gimnázium működött az épületben. A kezdetben négyosztályos gimnázium 1993-tól nyolcosztályossá bővült, majd 1997-től „A haza kis polgárainak” épületében általános iskola, a 2000-es évektől pedig már zeneiskola is megkezdte a működését.
Az iskola Nagyboldogasszony Római Katolikus Gimnázium néven kezdte meg működését, központi költségvetésből. Az intézménynek 1994-ben Nagyboldogasszony Római Katolikus Gimnázium és Kollégium lett a neve. 1997-ben ismét módosították az alapító okiratot: ennek megfelelően 1998. szeptember 1-jén már új iskolatípusra utalt az új név, amelyet azonban mindössze egy évig, a kollégium önállóvá válásáig használtak: Nagyboldogasszony Római Katolikus Gimnázium, Általános Iskola és Kollégium. 1999-től Nagyboldogasszony Római Katolikus Gimnázium és Általános Iskola néven vonult az oktatásügy történelmébe, majd 2003-tól Nagyboldogasszony Római Katolikus Gimnázium, Általános Iskola és Alapfokú Művészetoktatási Intézmény néven működik.
Az általános iskolában folyó munka fő célja a keresztény szülők gyermekeinek a keresztény világnézet és erkölcs alapján nyugvó nevelése és oktatása, s ezzel együtt az általános műveltség megalapozása, a tankötelezettség teljesítése, a középiskolai továbbtanulásra felkészítés. A gimnázium az általános tantervű osztály mellett emelt szintű képzést működtet biológia, történelem, informatika, matematika, angol és német nyelvből.
Az iskolaközpont az elmúlt években a város és a régió egyik legjobb oktatási intézményévé nőtte ki magát.

## Képek

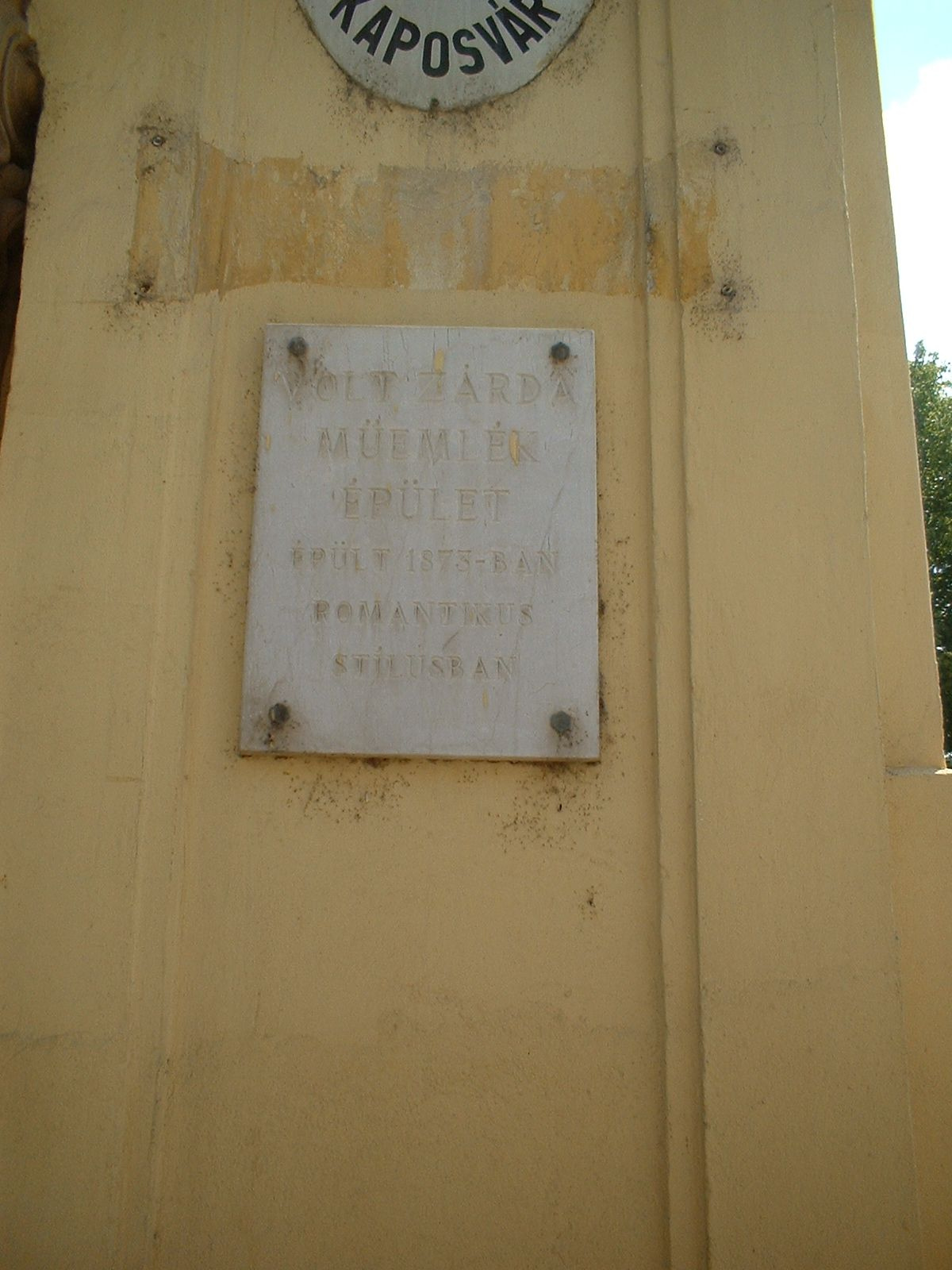
A zárda emléktáblája
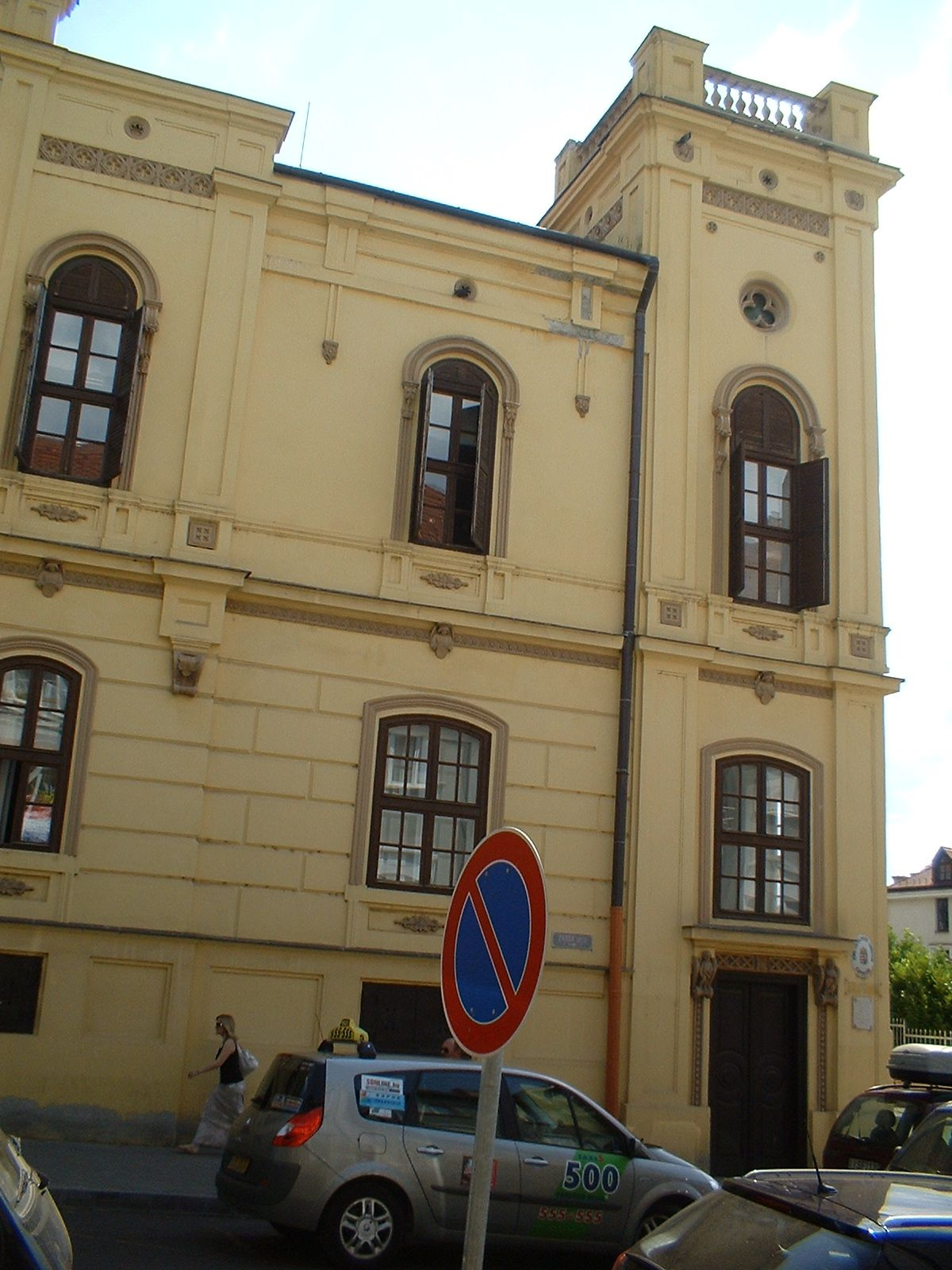
Zárda utcai homlokzat
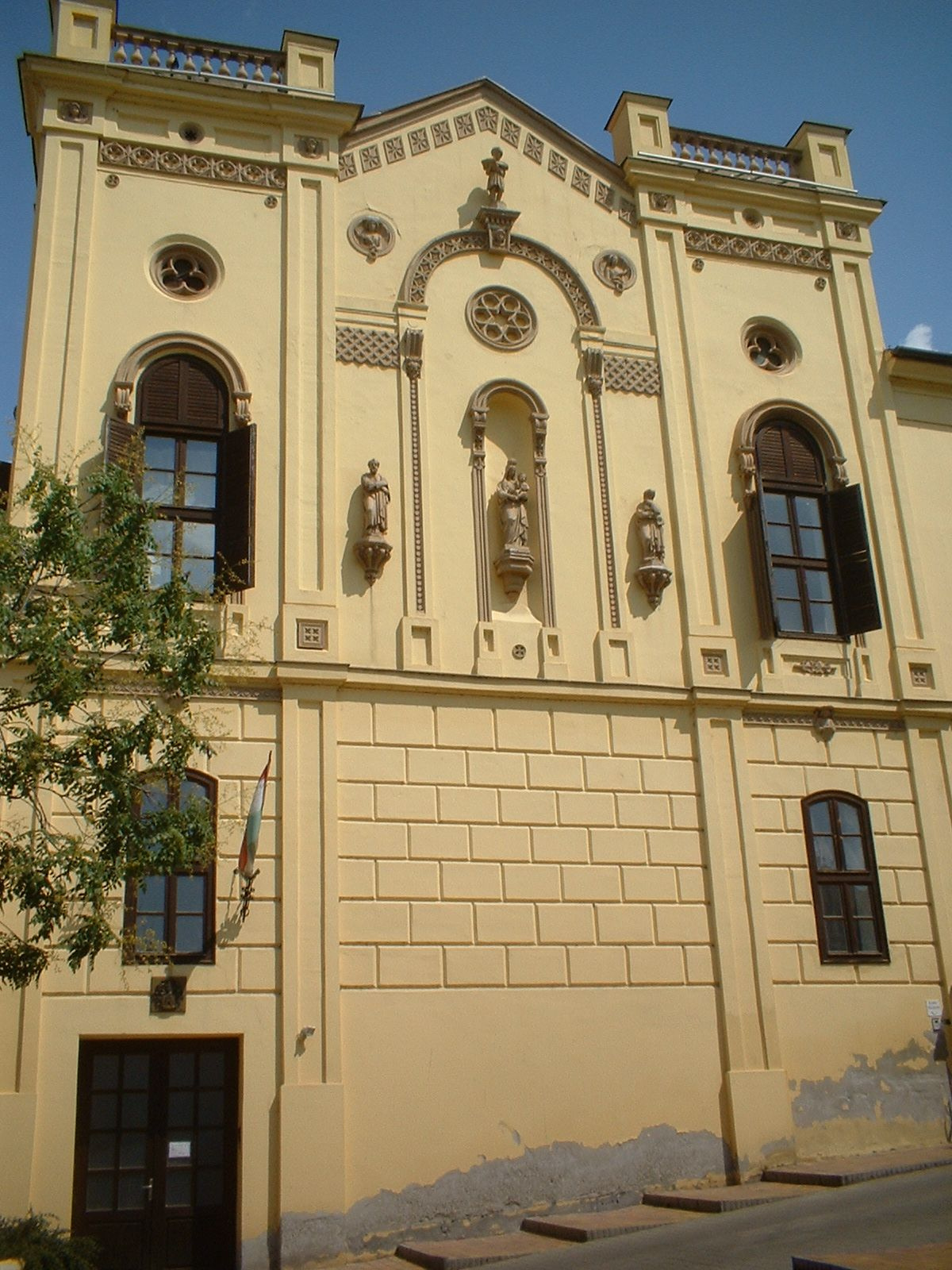
Kossuth tér felőli homlokzat
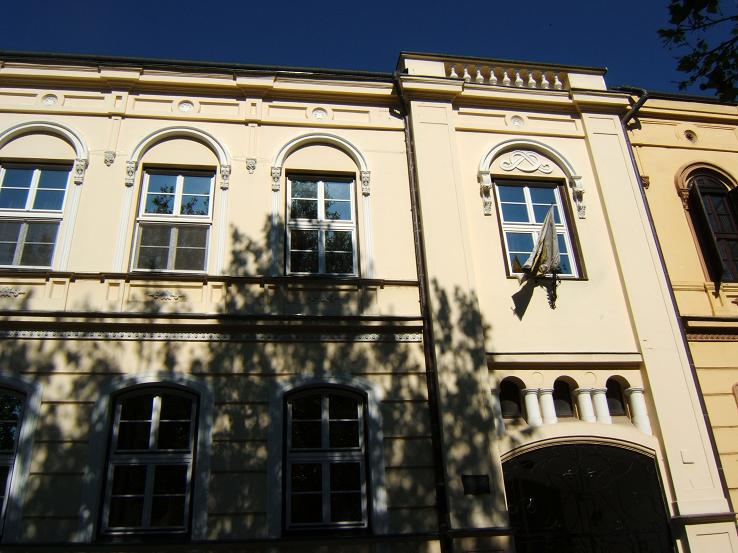
A püspöki székház